# Vindelgröppa
Vindelgröppa (Ceraceomyces serpens) är en svampart som först beskrevs av Tode, och fick sitt nu gällande namn av Ginns 1976. Vindelgröppa ingår i släktet Ceraceomyces och familjen Amylocorticiaceae.  Arten är reproducerande i Sverige. Inga underarter finns listade i Catalogue of Life.

## Källor

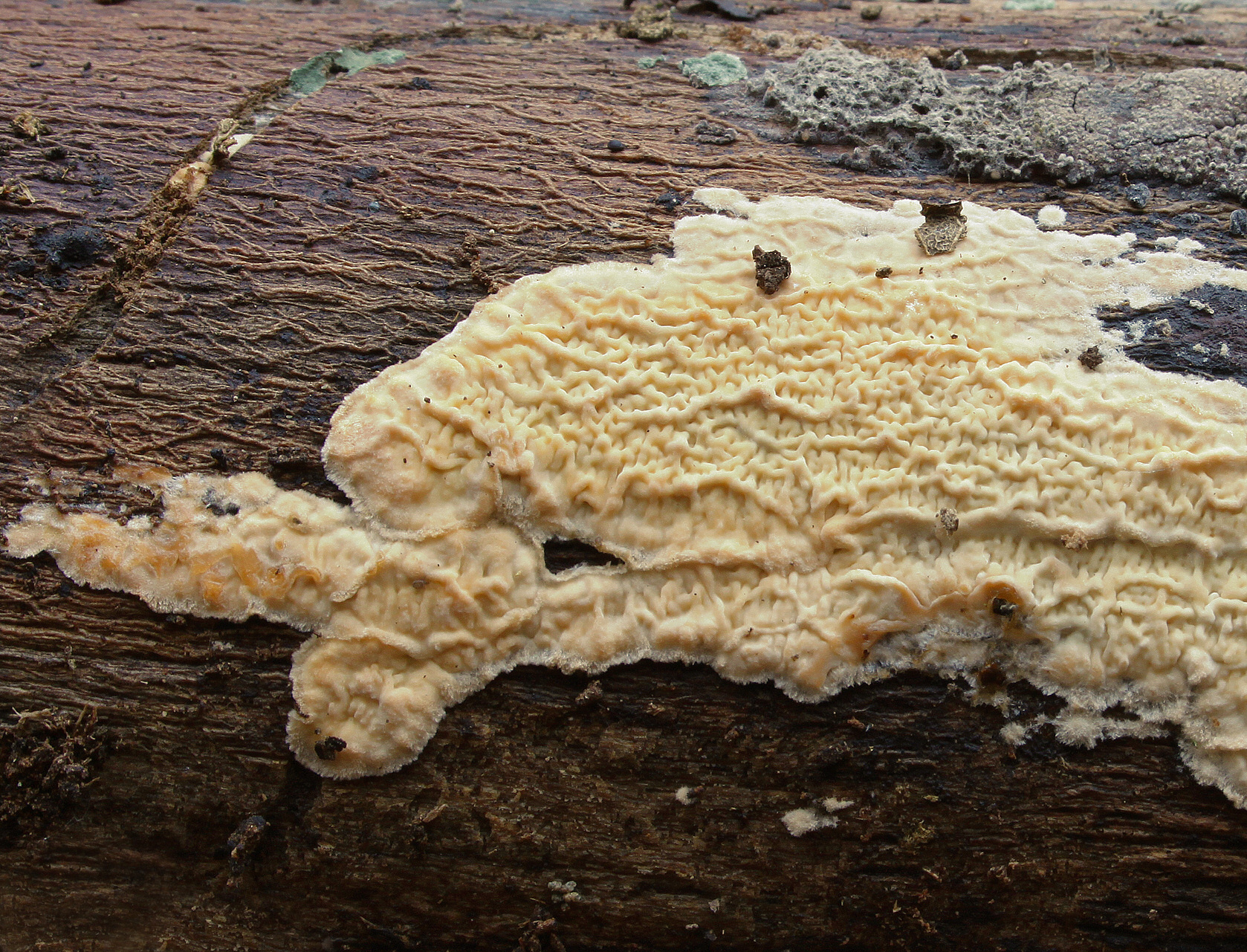
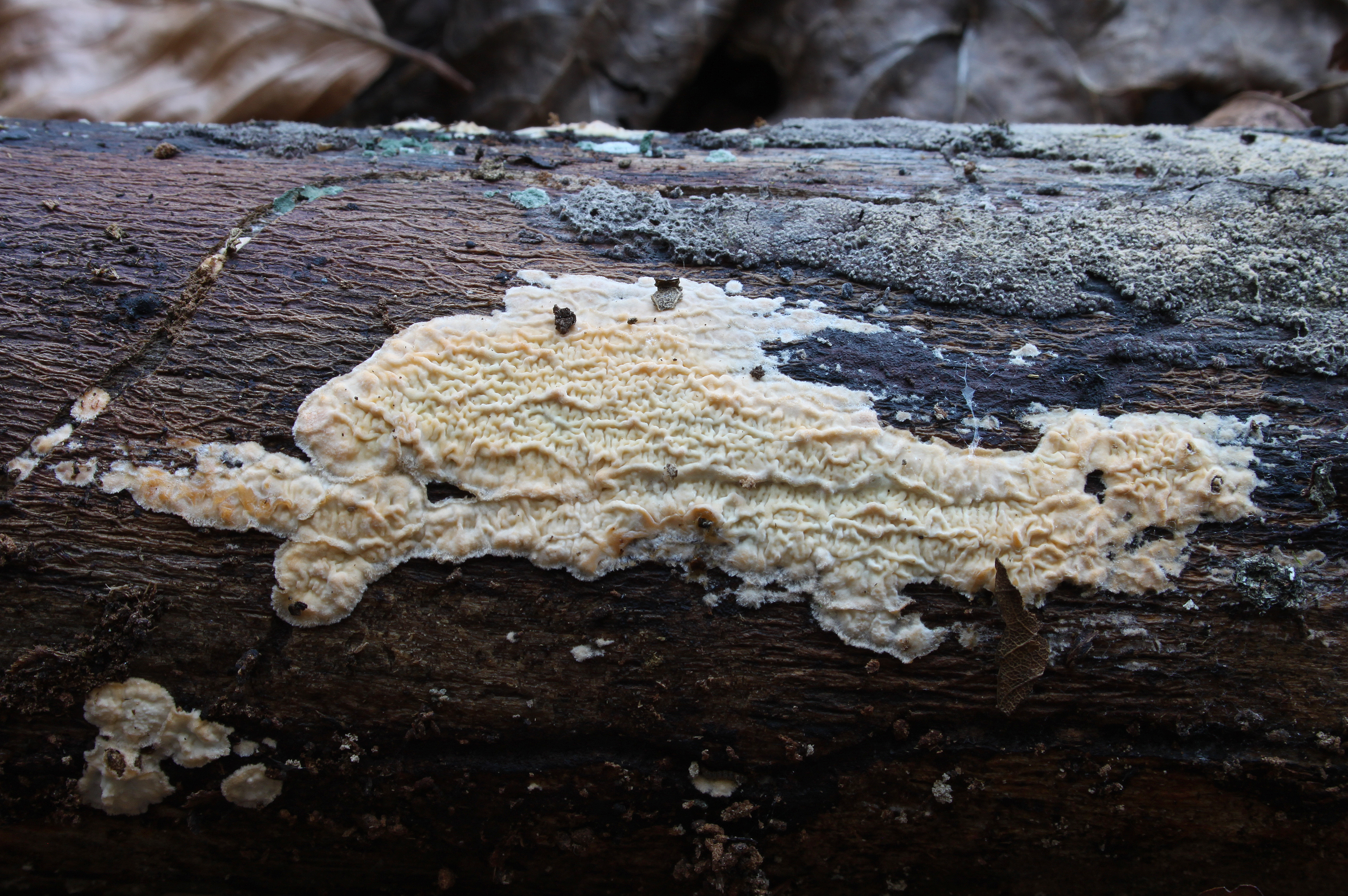